# برايان د. باتلر
برايان د. باتلر (بالإنجليزية: Brian D. Butler)‏ هو تاجر أعمال فنية أمريكي، ولد في 1 يوليو 1961 في لوس أنجلوس في الولايات المتحدة.